# Марсийак-Сен-Кантен
Марсийа́к-Сен-Канте́н (фр. Marcillac-Saint-Quentin) — коммуна во Франции, находится в регионе Аквитания. Департамент — Дордонь. Входит в состав кантона Сарла-ла-Канеда. Округ коммуны — Сарла-ла-Канеда.
Код INSEE коммуны — 24252.

## География

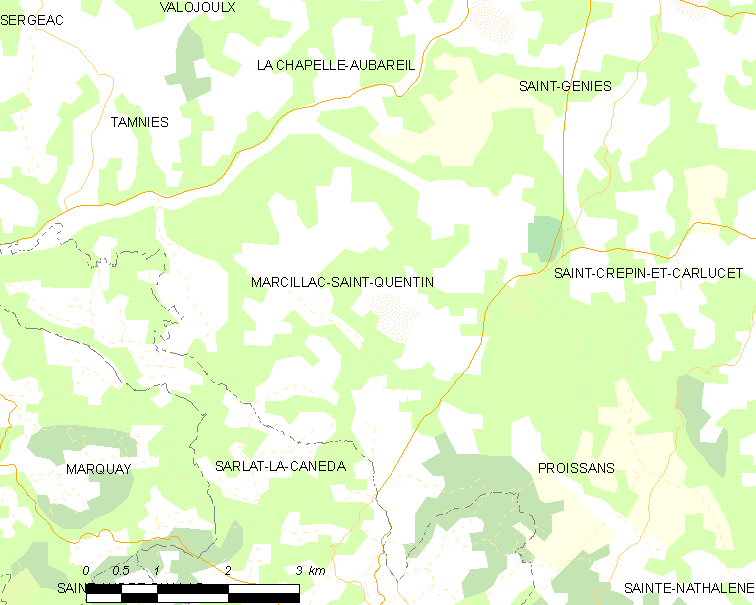
Карта коммуны

Коммуна расположена приблизительно в 450 км к югу от Парижа, в 145 км восточнее Бордо, в 50 км к юго-востоку от Перигё.
На северо-западе коммуны протекает река Бён.

### Климат
Климат умеренный океанический со средним уровнем осадков, которые выпадают преимущественно зимой. Лето здесь долгое и тёплое, однако также довольно влажное, здесь не бывает регулярных периодов летней засухи. Средняя температура января — 5 °C, июля — 18 °C. Изредка вследствие стечения неблагоприятных погодных условий может наблюдаться непродолжительная засуха или случаются поздние заморозки. Климат меняется очень часто, как в течение сезона, так и год от года.

## Население
Население коммуны на 2010 год составляло 801 человек.
| 1962 | 1968 | 1975 | 1982 | 1990 | 1999 | 2010 |
| ---- | ---- | ---- | ---- | ---- | ---- | ---- |
| 378  | 406  | 407  | 454  | 598  | 665  | 801  |

## Администрация
| Период | Период | Фамилия        | Партия                  | Примечания |
| ------ | ------ | -------------- | ----------------------- | ---------- |
| 1945   | 1974   | Андре Дюбуа    |                         |            |
| 1974   | 2020   | Жан-Пьер Дурса | Социалистическая партия | пенсионер  |

## Экономика
В 2010 году среди 539 человек трудоспособного возраста (15-64 лет) 392 были экономически активными, 147 — неактивными (показатель активности — 72,7 %, в 1999 году было 72,4 %). Из 392 активных жителей работали 348 человек (174 мужчины и 174 женщины), безработных было 44 (19 мужчин и 25 женщин). Среди 147 неактивных 38 человек были учениками или студентами, 67 — пенсионерами, 42 были неактивными по другим причинам.

## Достопримечательности
- Церковь Св. Квинтина[5]
- Церковь Св. Лаврентия[5]
- Замок Барри (XV век)[6]
- Замок Лассер[фр.][7]

## Фотогалерея

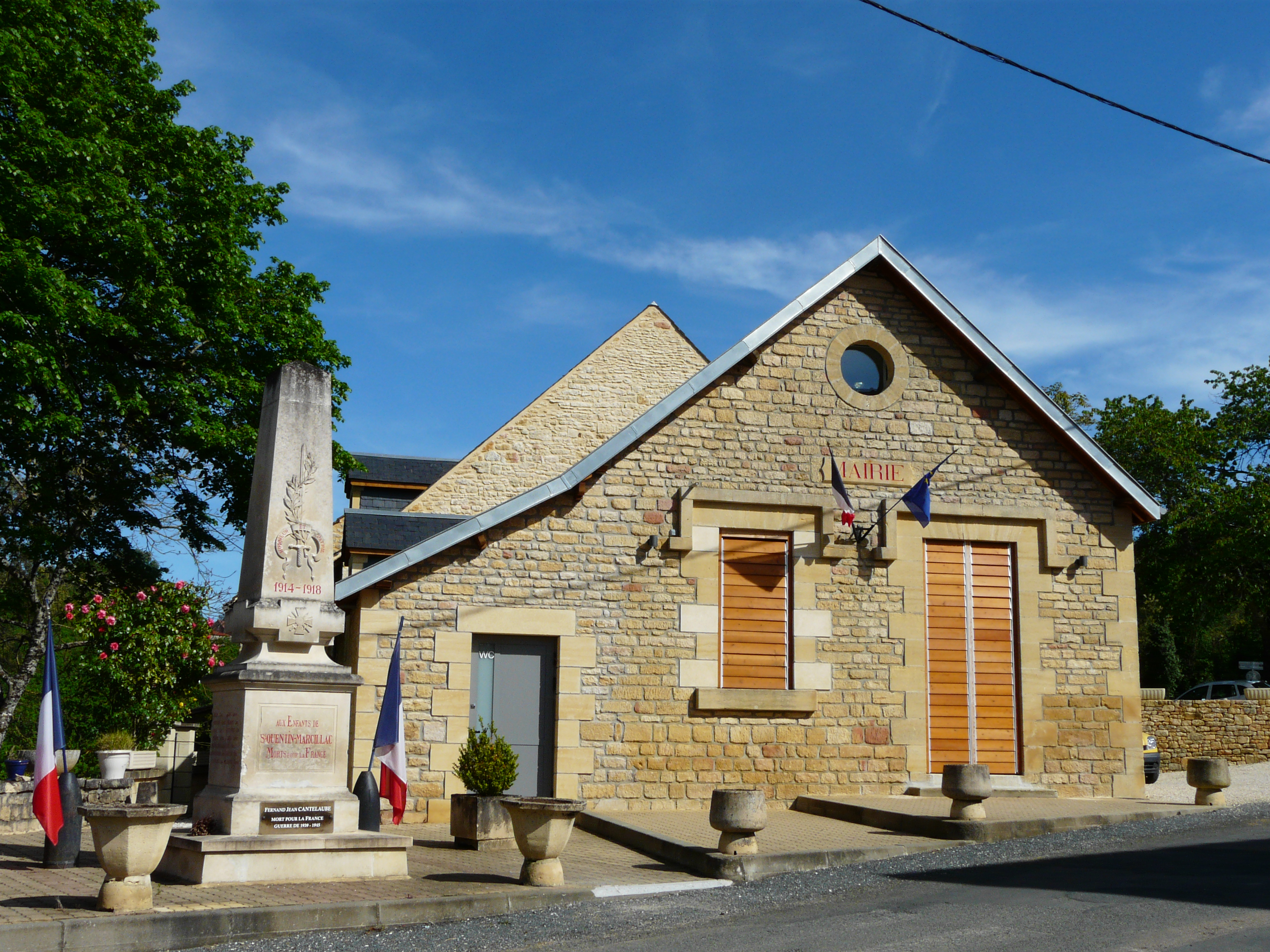
Мэрия и военный мемориал
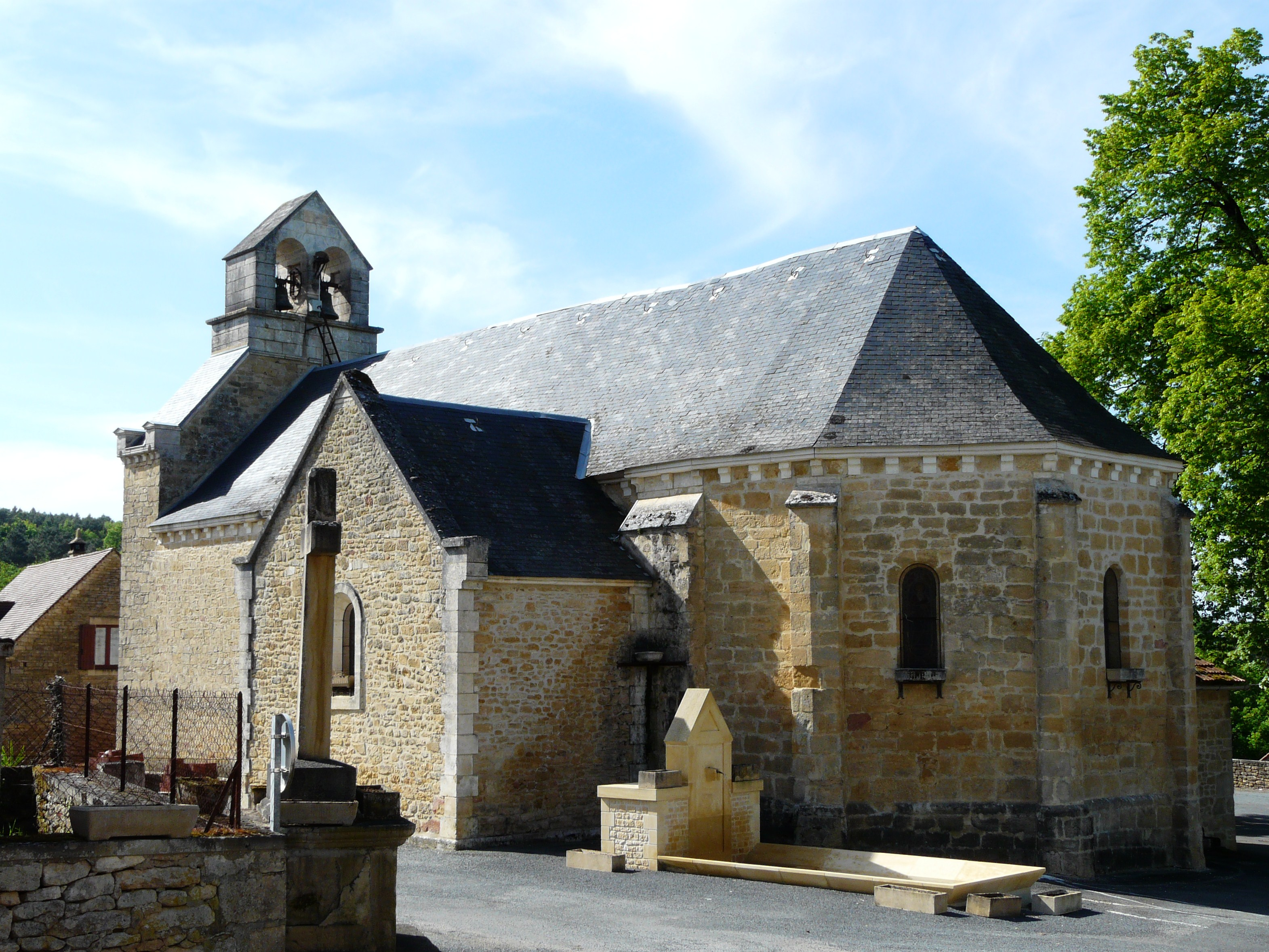
Церковь Св. Квинтина
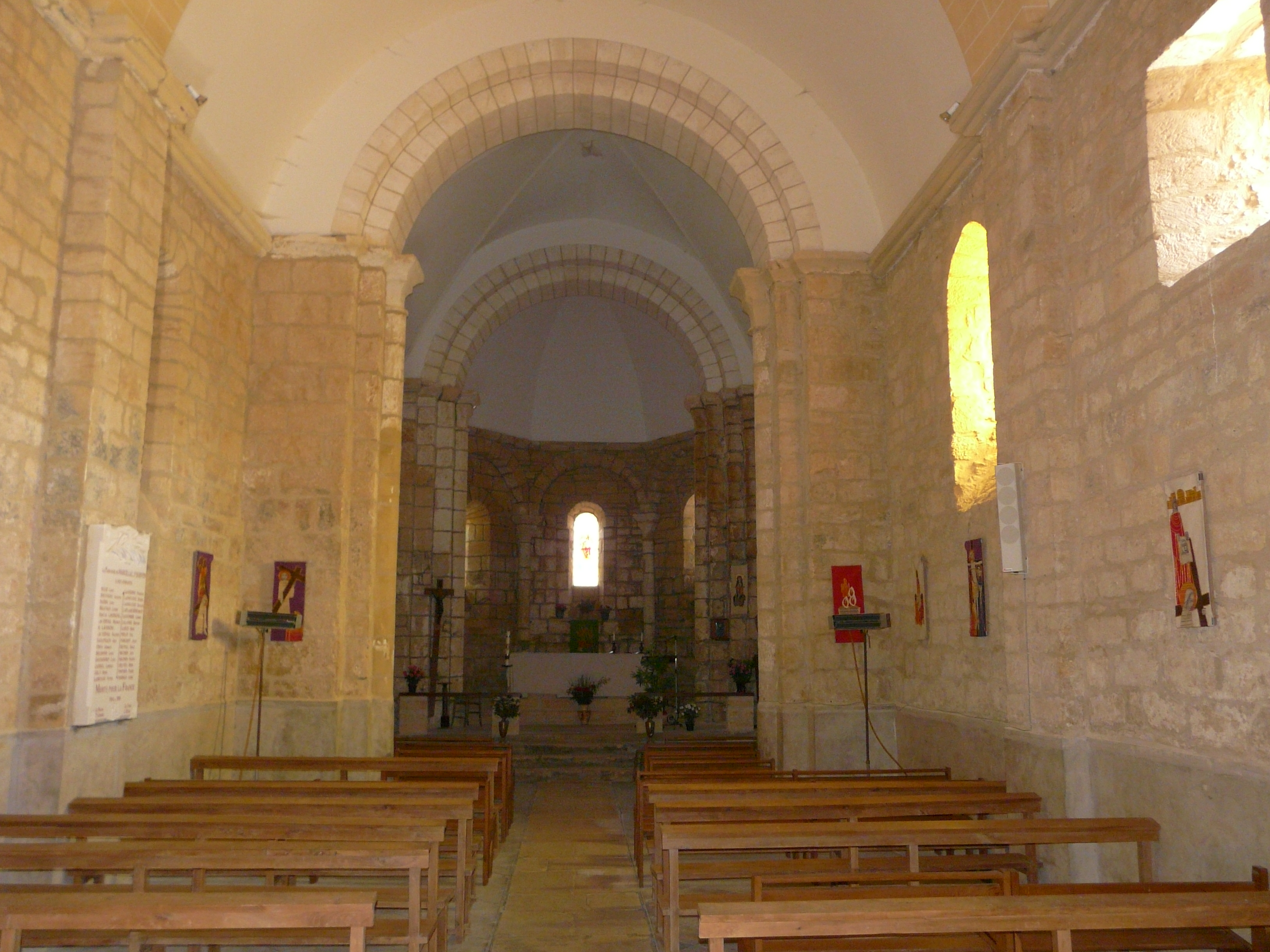
Интерьер церкви Св. Квинтина
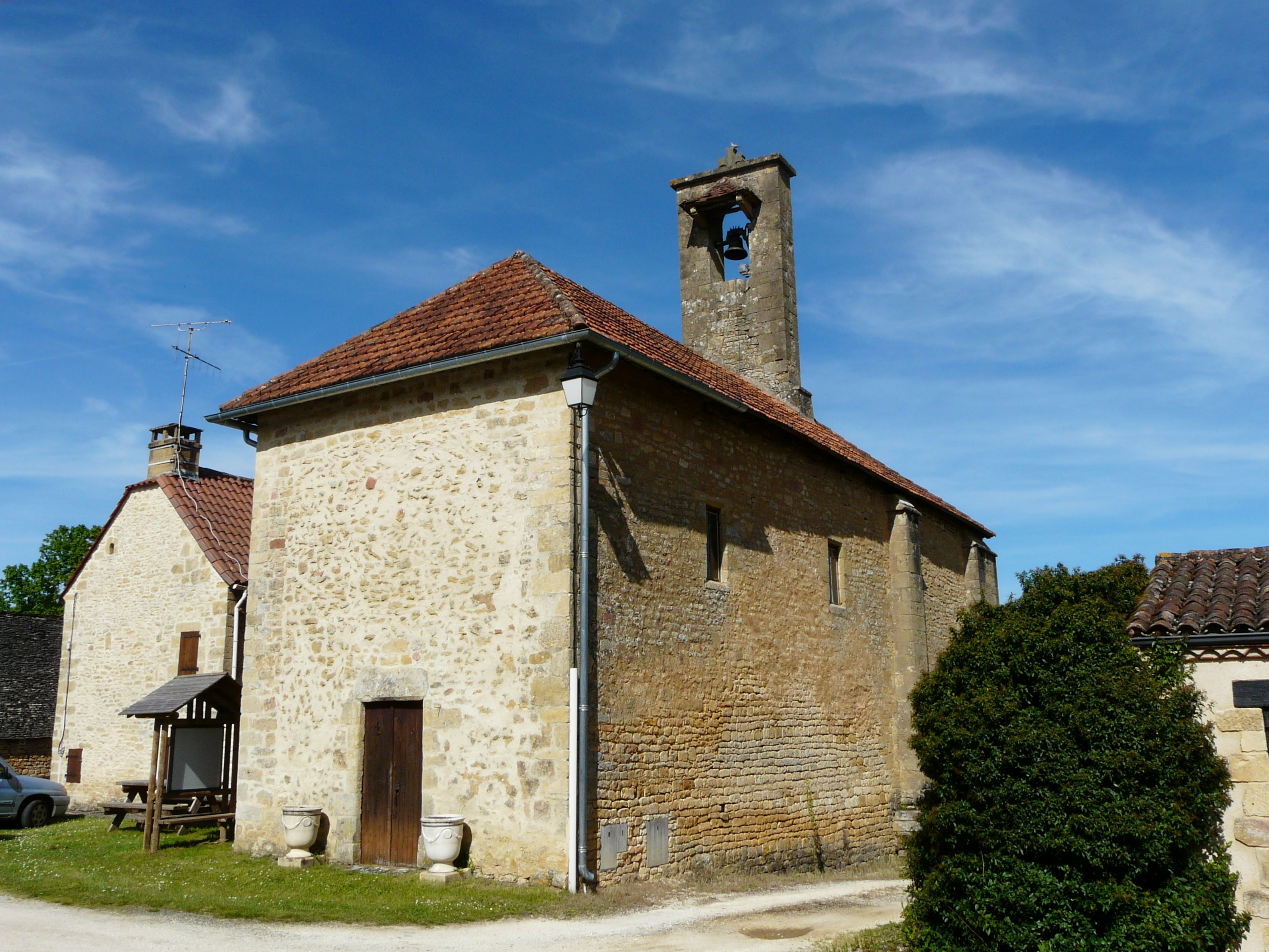
Церковь Св. Лаврентия
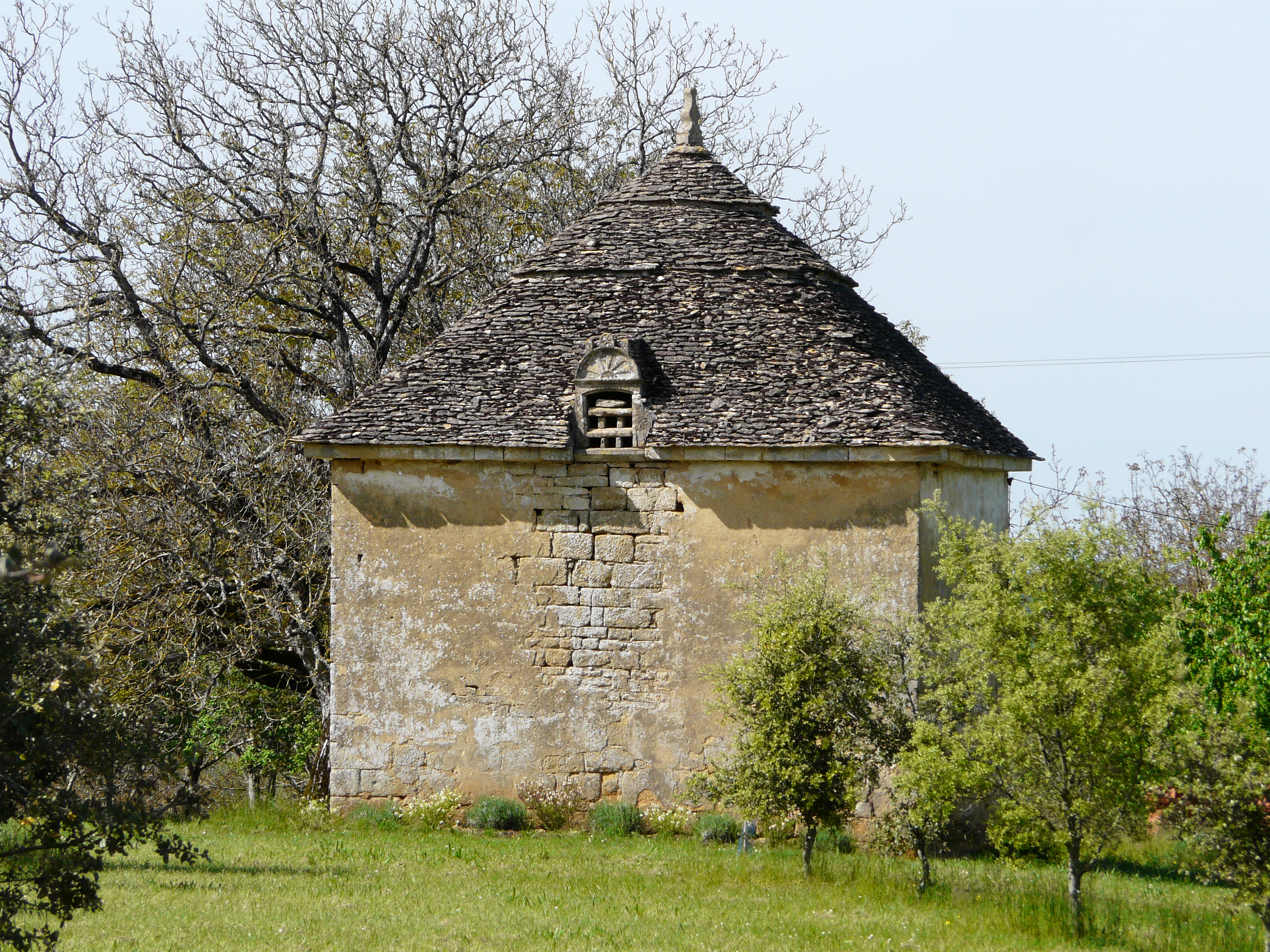
Голубятня